# Anders Eriksson (ishockeyspelare född 1985)
Anders Eriksson, född 17 mars 1985 i Floda, är en svensk ishockeyspelare (forward) som spelar för AIK i Hockeyallsvenskan.